# NGC 1526
NGC 1526 је спирална галаксија у сазвежђу Мрежица која се налази на NGC листи објеката дубоког неба.
Деклинација објекта је - 65° 50' 24" а ректасцензија 4h 5m 12,3s. Привидна величина (магнитуда) објекта NGC 1526 износи 13,8 а фотографска магнитуда 14,6. NGC 1526 је још познат и под ознакама ESO 84-3, IRAS 04048-6558, PGC 14437.